# Myrinia brasiliensis
Myrinia brasiliensis là một loài Rêu trong họ Fabroniaceae. Loài này được (Hampe) Schimp. miêu tả khoa học đầu tiên năm 1878.